# Line Jørgensen
Line Anna Jørgensen (ur. 31 grudnia 1989 w Hvidovre) – duńska piłkarka ręczna, reprezentantka kraju, grająca na pozycji prawej rozgrywającej. Obecnie występuje w duńskiej GuldBageren Ligaen, w drużynie FC Midtjylland Håndbold.

## Sukcesy
- mistrzostwo Danii  (2011)
- brąz mistrzostw świata  (2013)
- liga mistrzyń  (2016)

## Nagrody indywidualne
- Najlepsza prawa rozgrywająca:
  - Mistrzostwa Świata 2011